# 軽スポーツ
軽スポーツ(けいスポーツ)は、他のスポーツに比べて比較的負荷のかからないスポーツのことである。

## 概要
ミニスポーツやニュースポーツ、またはレクリエーションスポーツと呼ばれることもある。ミニスポーツやニュースポーツはルールが定まっているものを指し、レクリエーションスポーツは、余暇活動運動と言うこともできる。軽スポーツも同様に考えられることが多いが「軽」と「スポーツ」の合成語であり、「軽」の意味としては、運動量、ルール、精神的疲労度などが、他のスポーツに比べて軽度であるものといえる。また、軽スポーツは、一般的にルールがきちんと決まっていないゲームもあり、用具や道具などにも自分に合ったものを作成する創意工夫が可能であるスポーツも多い。生涯スポーツとして年齢に分け隔てなく参加可能なものという考えもある。
誰でも参加できるとは、老若男女、障害のあるなしなどを問わないことであり、そのようなことで参加が制限されるのではない。参加者を中心に、ルールを厳格に定めない遊び的な発想や個人の事情に対応した柔軟性のあるスポーツとして用いられることが多い。大阪市身体障害者スポーツセンター研究紀要（北林直哉著）より
現在では、アダプテッドスポーツなどとして名称が変換されていることがある。

## 特徴
1. あまり決め事を作らない。
2. 同じことを繰り返さない。
3. 臨機応変な展開ができるよう工夫する。

これらの特徴が「軽スポーツ」の醍醐味である。ルールや用具、道具が決まっているミニスポーツやニュースポーツは、ルールを固定する傾向が強く「軽スポーツ」の域を超え組織的な活動が展開されている場合が多いので「軽スポーツ」として表現するには適していない要素も含まれる。また、レクリエーションスポーツは、個人的な趣味まで広域な意味合いで用いられることから「軽スポーツ」という名称には該当しないという意見もある。
軽スポーツは、「軽スポーツ」としての意味と価値があり、他の類似的な名称と同義語として用いることは不適当ではないかという意見がある。用語の範囲が定着していない部分もまだ多く、例をあげると「軽スポーツ教室」と題して、ミニバスケットボールやゲートボールなどをルールのあるスポーツを行なうのは誤った用法であるという考えもある。軽スポーツの本来の意味どおりにするとした場合、参加者に合わせた柔軟な対応やルールの改良、道具の工夫を行うべきであるという意見もある。